# Myrmarachne pectorosa
Myrmarachne pectorosa là một loài nhện trong họ Salticidae.
Loài này thuộc chi Myrmarachne. Myrmarachne pectorosa được Tord Tamerlan Teodor Thorell miêu tả năm 1890.